# Filmjahr 1955
Liste der Filmjahre

◄◄ | ◄ | 1951 | 1952 | 1953 | 1954 | Filmjahr 1955 | 1956 | 1957 | 1958 | 1959 | ► | ►►

Weitere Ereignisse

## Ereignisse
- 17. Januar: Mit Mainz wie es singt und lacht wird erstmals eine Karnevalssitzung im Fernsehen ausgestrahlt.
- 29. Januar: Uraufführung von Die Teuflischen (Regie: Henri-Georges Clouzot). Dieser als Klassiker geltende Film wirkte stilbildend im Genre des Psychothrillers.
- 19. März: In New York hat der Film Blackboard Jungle (Die Saat der Gewalt) Premiere, durch den der Song Rock Around the Clock von Bill Haley zum Welterfolg wird. In New York hat der Film Blackboard Jungle (Die Saat der Gewalt) Premiere, durch den der Song Rock Around the Clock von Bill Haley zum Welterfolg wird.
- 30. März: Bei der 27. Oscarverleihung wird Elia Kazans Drama Die Faust im Nacken mit Marlon Brando und Eva Marie Saint mit acht Oscars ausgezeichnet.
- 13. April: Erstaufführung des Films Rififi (Regie: Jules Dassin), der für das Genre der Heist-Filme als stilbildend gilt.
- 14. Juli: Der Spielfilm Drei Männer im Schnee nach dem gleichnamigen Roman von Erich Kästner wird in Köln uraufgeführt.
- 11. August: Mit Angelika Meissner, Heidi Brühl und Christiane König in den Titelrollen hat Die Mädels vom Immenhof, der erste Teil der Immenhof-Filmreihe, Premiere.
- 21. Dezember: Uraufführung von Sissi (Regie: Ernst Marischka). Der erste Teil der Sissi-Trilogie mit Romy Schneider und Karlheinz Böhm in den Titelrollen gehört mit 20–25 Millionen Zuschauern – Kartenverkäufe wurden damals noch nicht vollständig erfasst – zu den erfolgreichsten deutschsprachigen Filmproduktionen.
- 29. Dezember: In Köln wird der unter der Regie von Kurt Hoffmann entstandene Spielfilm Ich denke oft an Piroschka mit Liselotte Pulver in der Titelrolle uraufgeführt.

## Erfolgreichste Filme

### Top 10 in den USA
Die zehn erfolgreichsten Filme an den US-amerikanischen Kinokassen nach Einspielergebnis.
| Platz | Filmtitel                                               | Einspielergebnis in US-Dollar |       |
| ----- | ------------------------------------------------------- | ----------------------------- | ----- |
| 1.    | Cinerama Holiday                                        | 10.000.000                    | [ 1 ] |
| 2.    | Mister Roberts                                          | 8.500.000                     | [ 1 ] |
| 3.    | Battle Cry                                              | 8.100.000                     | [ 1 ] |
| 4.    | Oklahoma!                                               | 7.100.000                     | [ 1 ] |
| 5.    | Guys and Dolls                                          | 6.801.000                     | [ 2 ] |
| 6.    | Lady and the Tramp                                      | 6.500.000                     | [ 1 ] |
| 7.    | Picnic                                                  | 6.300.000                     | [ 1 ] |
| 8.    | Not as a Stranger                                       | 6.200.000                     | [ 1 ] |
| 9.    | Strategic Air Command The Seven Year Itch The Sea Chase | 6.000.000                     | [ 1 ] |
| 10.   | I’ll Cry Tomorrow                                       | 5.873.000                     | [ 2 ] |

## Filmpreise

### Golden Globe Award
Am 24. Februar wurden im Cocoanut Grove in Los Angeles die Golden Globe verliehen.
- Bestes Drama: Die Faust im Nacken von Elia Kazan
- Bestes Musical: Carmen Jones von Otto Preminger
- Bester Schauspieler (Drama): Marlon Brando in Die Faust im Nacken
- Beste Schauspielerin (Drama): Grace Kelly in Ein Mädchen vom Lande
- Bester Schauspieler (Musical/Komödie): James Mason in Ein neuer Stern am Himmel
- Beste Schauspielerin (Musical/Komödie): Judy Garland in Ein neuer Stern am Himmel
- Bester Nebendarsteller: Edmond O’Brien in Die barfüßige Gräfin
- Beste Nebendarstellerin: Jan Sterling in Es wird immer wieder Tag
- Bester Regisseur: Elia Kazan für Die Faust im Nacken
- Bestes Drehbuch: Billy Wilder und Ernest Lehman für Sabrina
- Cecil B. DeMille Award: Jean Hersholt

### Academy Awards

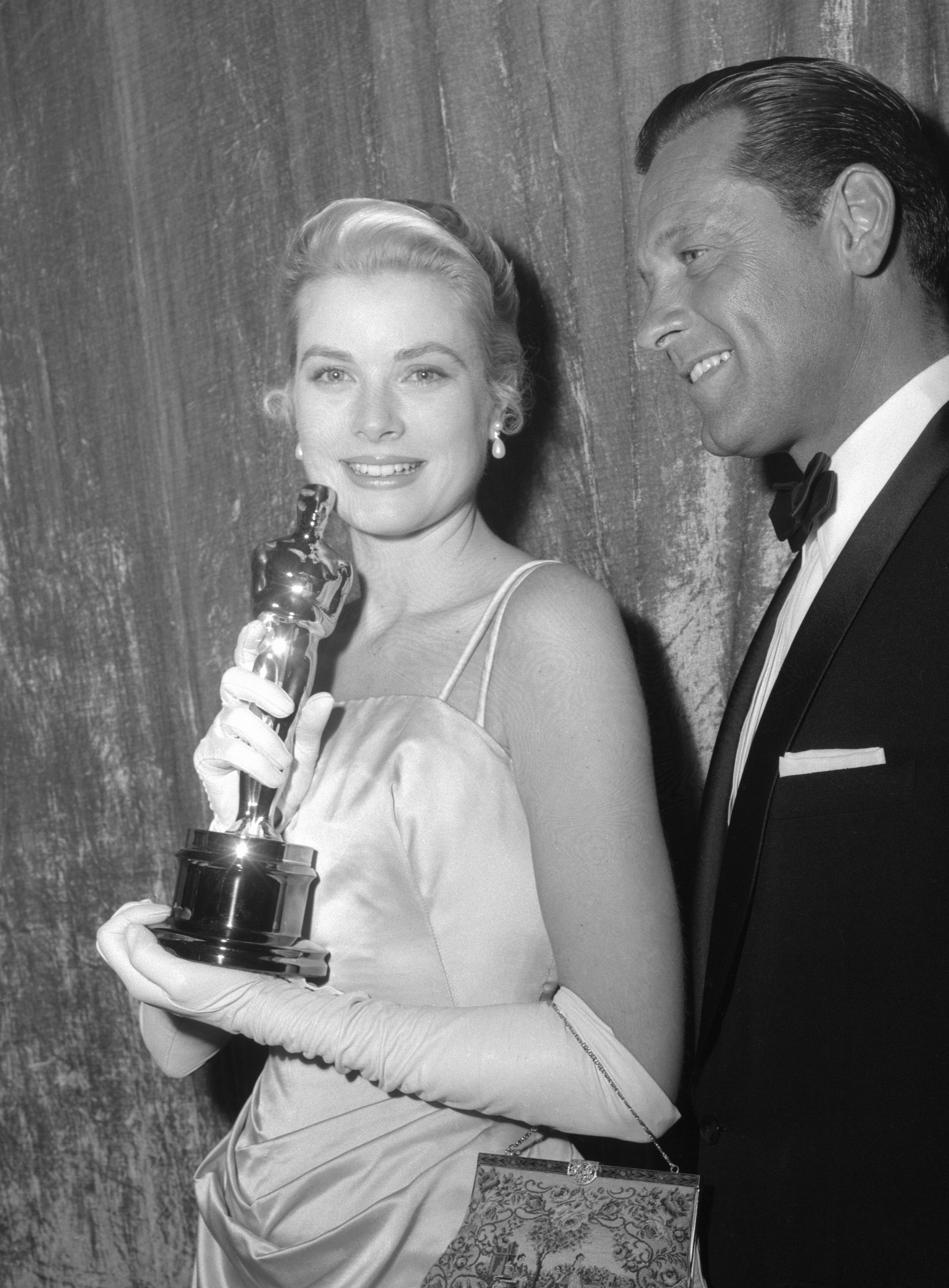
Grace Kelly mit dem Oscar neben William Holden (1955)

Die Oscarverleihung fand am 30. März im RKO Pantages Theatre in Los Angeles statt. Moderator ist Bob Hope.
- Bester Film: Die Faust im Nacken von Elia Kazan
- Bester Hauptdarsteller: Marlon Brando in Die Faust im Nacken
- Beste Hauptdarstellerin: Grace Kelly in Ein Mädchen vom Lande
- Bester Regisseur: Elia Kazan für Die Faust im Nacken
- Bester Nebendarsteller: Edmond O’Brien in Die barfüßige Gräfin
- Beste Nebendarstellerin: Eva Marie Saint in Die Faust im Nacken
- Beste Drehbuch: Budd Schulberg für Die Faust im Nacken
- Beste Schwarz-Weiß-Kamera: Boris Kaufman für Die Faust im Nacken

Vollständige Liste der Preisträger

### Filmfestspiele von Cannes
Das Festival fand vom 26. April bis zum 10. Mai statt. Die Jury unter Präsident Marcel Pagnol vergab folgende Preise:
- Goldene Palme: Marty von Delbert Mann
- Bester Schauspieler: Spencer Tracy in Stadt in Angst und das männliche Schauspielensemble aus dem russischen Film Eine große Familie
- Beste Schauspielerin: die Schauspielerinnen aus Eine große Familie
- Bester Regisseur: Jules Dassin (Rififi) und Sergej Wassiljew (Geroite na Schipka)
- Bestes Drama: Jenseits von Eden von Elia Kazan

### Internationale Filmfestspiele Berlin 1955
Das Festival fand vom 24. Juni bis zum 5. Juli statt. Die Preise wurden nach einer Publikumsabstimmung vergeben.
- Goldener Bär: Die Ratten von Robert Siodmak
- Silberner Bär: Das Geheimnis des Marcellino von Ladislao Vajda
- Bronzener Bär: Carmen Jones von Otto Preminger

### Filmfestspiele von Venedig
Das Festival in Venedig fand vom 25. August bis zum 9. September statt. Die Jury wählte folgende Preisträger aus:
- Goldener Löwe: Das Wort (Ordet) von Carl Theodor Dreyer
- Bester Schauspieler: Kenneth More in The Deep Blue Sea und Curd Jürgens in Die Helden sind müde
- Beste Schauspielerin: nicht vergeben

### Deutscher Filmpreis
- Bester Film: Canaris
- Beste Regie: Alfred Weidenmann für Canaris
- Beste Hauptdarstellerin: Therese Giehse für Kinder, Mütter und ein General
- Bester Hauptdarsteller: O. W. Fischer für Ludwig II.
- Beste Nebendarstellerin: Marianne Koch für Des Teufels General
- Bester Nebendarsteller: Martin Held für Canaris

### British Film Academy Award
- Bester Film: Lohn der Angst von Henri-Georges Clouzot
- Bester britischer Darsteller: Kenneth More für Aber, Herr Doktor…
- Bester ausländischer Darsteller: Marlon Brando für Die Faust im Nacken
- Beste britische Darstellerin: Yvonne Mitchell für Das geteilte Herz
- Beste ausländische Darstellerin: Cornell Borchers für Das geteilte Herz

### Étoile de Cristal
- Bester Film: Rot und Schwarz von Claude Autant-Lara
- Bester Darsteller: Gérard Philipe in Liebling der Frauen
- Beste Darstellerin: Danielle Darrieux in Rot und Schwarz
- Bester ausländischer Film: Die Müßiggänger von Federico Fellini
- Bester ausländischer Darsteller: Franco Fabrizi in Die Müßiggänger
- Beste ausländische Darstellerin: Leonora Ruffo in Die Müßiggänger

### New York Film Critics Circle Award
- Bester Film: Marty von Delbert Mann
- Beste Regie: David Lean für Traum meines Lebens
- Bester Hauptdarsteller: Ernest Borgnine in Marty
- Beste Hauptdarstellerin: Anna Magnani in Die tätowierte Rose
- Bester ausländischer Film: Umberto D. von Vittorio De Sica und Die Teuflischen von Henri-Georges Clouzot

### National Board of Review
- Bester Film: Marty von Delbert Mann
- Beste Regie: William Wyler für An einem Tag wie jeder andere
- Bester Hauptdarsteller: Ernest Borgnine in Marty
- Beste Hauptdarstellerin: Anna Magnani in Die tätowierte Rose
- Bester Nebendarsteller: Charles Bickford in … und nicht als ein Fremder
- Beste Nebendarstellerin: Marjorie Rambeau in Ein Mann namens Peter und Unvollendete Liebe
- Bester ausländischer Film: Der Gefangene von Peter Glenville

### Weitere Filmpreise und Auszeichnungen
- Bodil: Das Wort von Carl Theodor Dreyer
- Deutscher Kritikerpreis: Charles Regnier
- Directors Guild of America Award: Elia Kazan für Die Faust im Nacken, Walt Disney (Lebenswerk)
- Louis-Delluc-Preis: Das große Manöver von René Clair
- Photoplay Award: Alle Herrlichkeit auf Erden von Henry King (Bester Film), William Holden (populärster männlicher Star), Jennifer Jones (populärster weiblicher Star)
- Writers Guild of America Award: Eine Braut für sieben Brüder (Bestes Musical), Die Faust im Nacken (Bestes Drama), Sabrina (Beste Komödie), Robert Riskin (Lebenswerk)

## Geburtstage

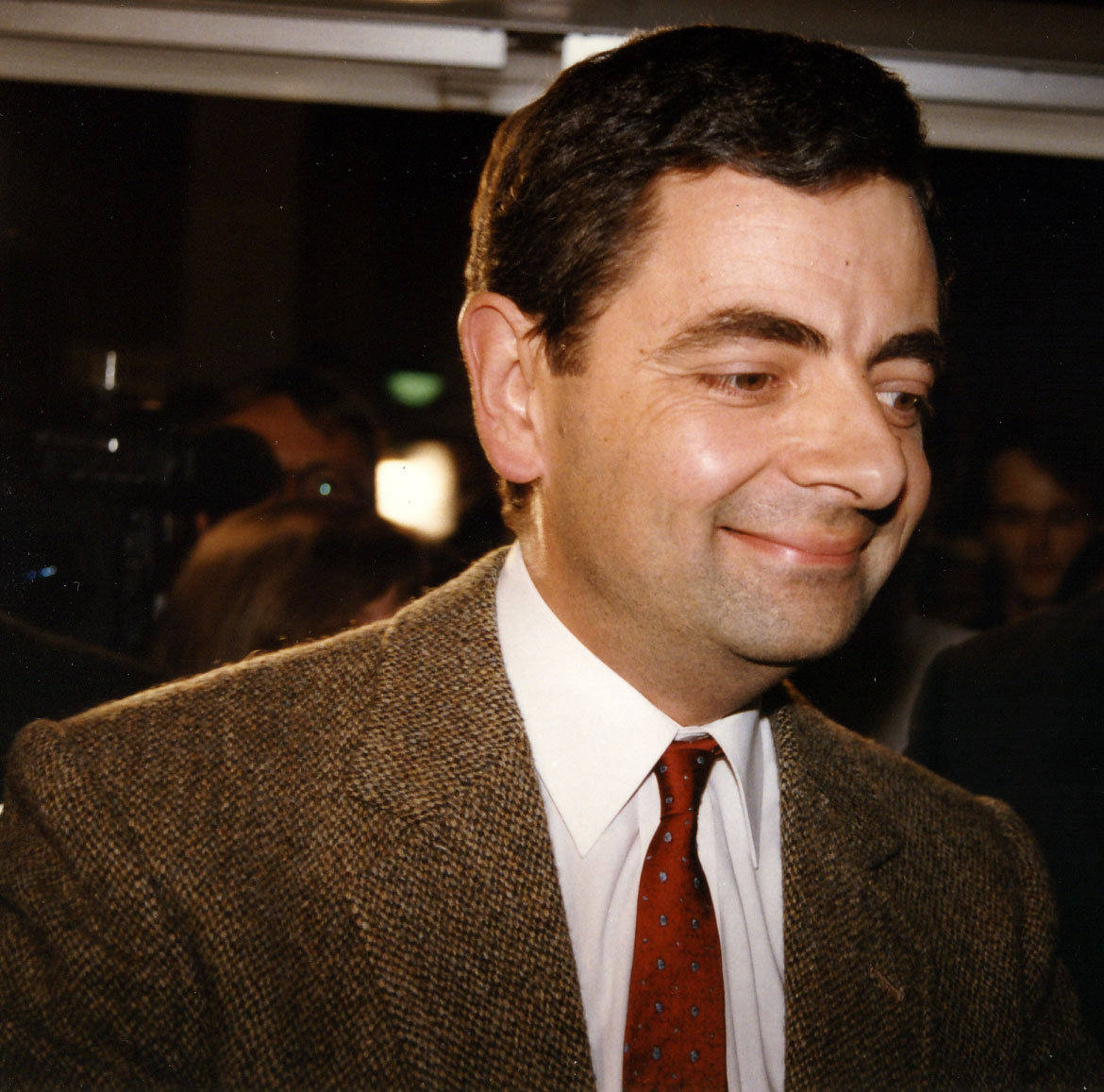
Rowan Atkinson (* 6. Januar)

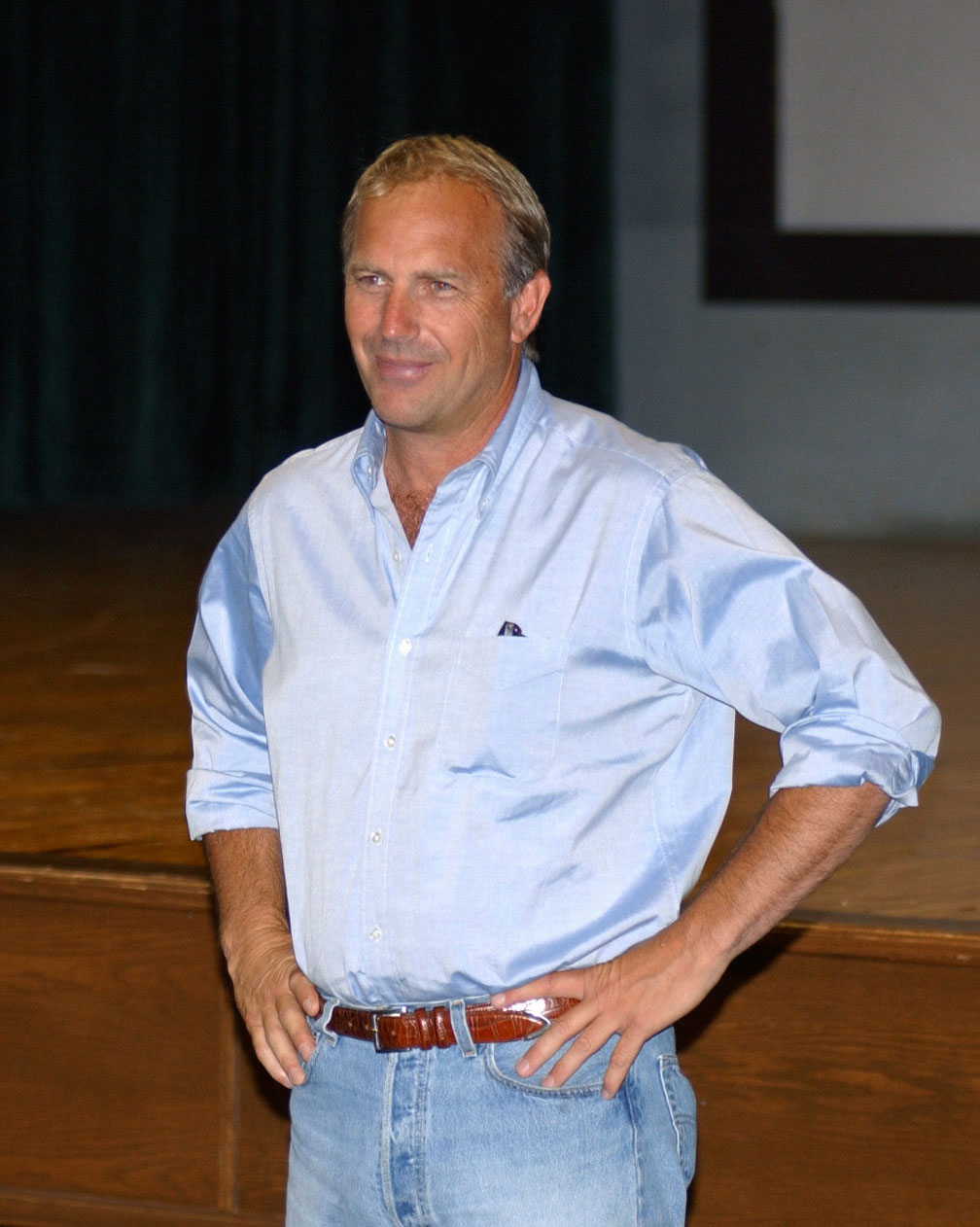
Kevin Costner (* 18. Januar)

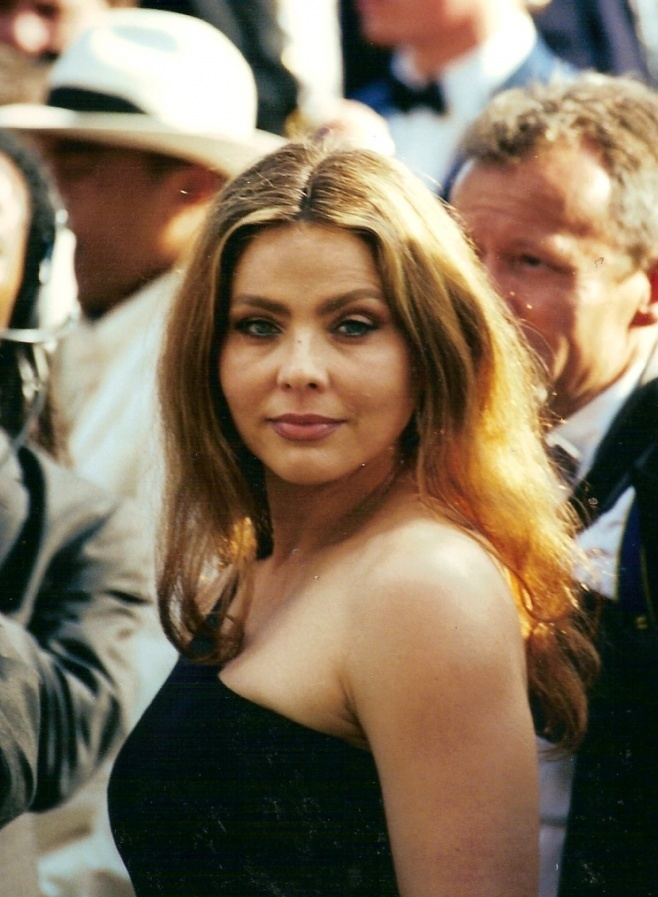
Ornella Muti (* 9. März)

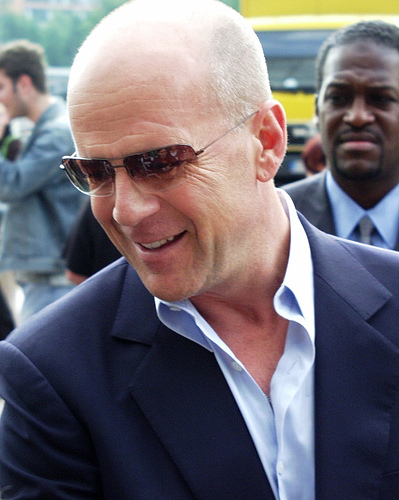
Bruce Willis (* 19. März)

### Januar bis März
Januar
- 06. Januar: Rowan Atkinson, britischer Schauspieler
- 08. Januar: Harriet Sansom Harris, US-amerikanische Schauspielerin
- 09. Januar: J. K. Simmons, US-amerikanischer Schauspieler
- 14. Januar: Jan Fedder, deutscher Schauspieler und Synchronsprecher († 2019)
- 18. Januar: Kevin Costner, US-amerikanischer Schauspieler und Regisseur
- 18. Januar: Fernando Trueba, spanischer Regisseur
- 23. Januar: Hoyt Yeatman, US-amerikanischer Regisseur und Visuell-Effekt-Spezialist
- 25. Januar: Olivier Assayas, französischer Regisseur
- 26. Januar: Lucía Méndez, mexikanische Schauspielerin, Sängerin und Model

Februar
- 07. Februar: Miguel Ferrer, US-amerikanischer Schauspieler († 2017)
- 08. Februar: Bob Beemer, US-amerikanischer Tontechniker
- 08. Februar: John Grisham, US-amerikanischer Schriftsteller
- 08. Februar: Ethan Phillips, US-amerikanischer Schauspieler
- 11. Februar: Fritz Roth, deutscher Schauspieler († 2022)
- 12. Februar: Paul Geoffrey, britisch-US-amerikanischer Schauspieler († 2023)
- 12. Februar: Fraser Clarke Heston, US-amerikanischer Regisseur und Drehbuchautor
- 15. Februar: Christopher McDonald, US-amerikanischer Schauspieler
- 19. Februar: Jeff Daniels, US-amerikanischer Schauspieler
- 21. Februar: Kelsey Grammer, US-amerikanischer Schauspieler
- 24. Februar: Alessandro D’Alatri, italienischer Filmregisseur und Drehbuchautor († 2023)
- 25. Februar: Leann Hunley, US-amerikanische Schauspielerin
- 27. Februar: Rainhard Fendrich, österreichischer Liedermacher, Moderator und Schauspieler
- 28. Februar: Gilbert Gottfried, US-amerikanischer Schauspieler († 2022)

März
- 01. März: Pepe Danquart, deutscher Regisseur
- 04. März: Dominique Pinon, französischer Schauspieler
- 06. März: Steve Golin, US-amerikanischer Produzent († 2019)
- 06. März: James Saito, US-amerikanischer Schauspieler
- 06. März: Alberta Watson, kanadische Schauspielerin († 2015)
- 09. März: Ornella Muti, italienische Schauspielerin
- 10. März: Juliusz Machulski, polnischer Regisseur
- 11. März: Nina Hagen, deutsche Sängerin, Schauspielerin und Synchronsprecherin
- 13. März: Glenne Headly, US-amerikanische Schauspielerin († 2017)
- 16. März: Bruno Barreto, brasilianischer Regisseur
- 17. März: Mark Boone Junior, US-amerikanischer Schauspieler
- 17. März: Gary Sinise, US-amerikanischer Schauspieler
- 19. März: Bruce Willis, US-amerikanischer Schauspieler
- 22. März: Lena Olin, schwedische Schauspielerin
- 24. März: Charles H. Ferguson, US-amerikanischer Regisseur und Produzent
- 29. März: Christopher Lawford, US-amerikanischer Schauspieler († 2018)
- 29. März: Marina Sirtis, US-amerikanische Schauspielerin

### April bis Juni
April

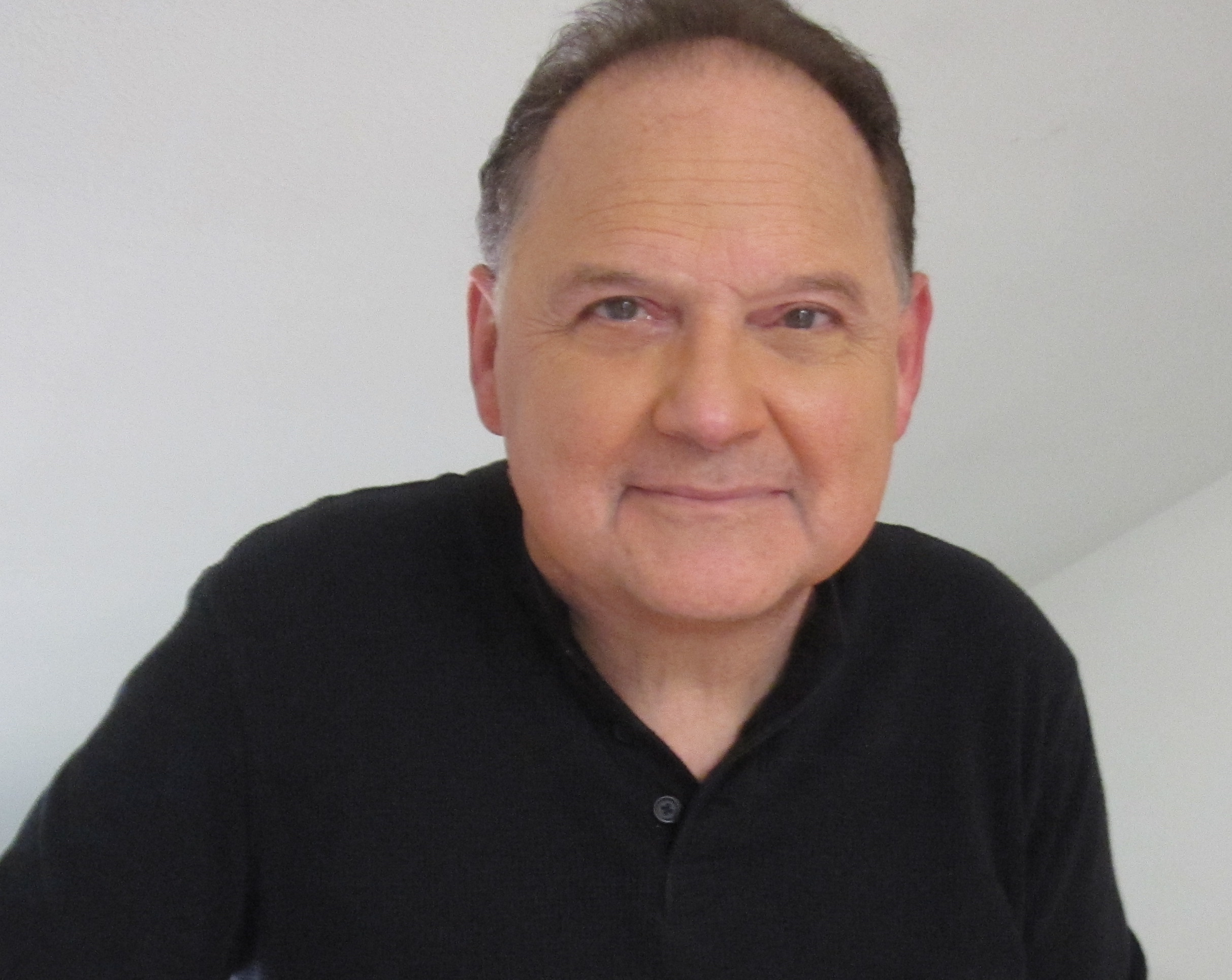
Stephen Furst (* 8. Mai)

- 03. April: Tomas Arana, amerikanischer Schauspieler
- 04. April: Casey Biggs, US-amerikanischer Schauspieler
- 04. April: Armin Rohde, deutscher Schauspieler
- 06. April: Robert Epstein, US-amerikanischer Dokumentarfilmer
- 06. April: Michael Rooker, US-amerikanischer Schauspieler
- 07. April: Werner Stocker, deutscher Schauspieler († 1993)
- 12. April: Nils Gaup, norwegischer Regisseur
- 17. April: Kristine Sutherland, US-amerikanische Schauspielerin
- 23. April: Judy Davis, australische Schauspielerin
- 23. April: Sissy Höfferer, österreichische Schauspielerin
- 24. April: Michael O’Keefe, US-amerikanischer Schauspieler
- 24. April: Esther Orjuela, venezolanische Schauspielerin († 2017)
- 29. April: Kate Mulgrew, US-amerikanische Schauspielerin

Mai
- 08. Mai: Stephen Furst, US-amerikanischer Schauspieler, Regisseur und Produzent († 2017)
- 09. Mai: Kevin Peter Hall, US-amerikanischer Schauspieler († 2012)
- 11. Mai: Thomas Rühmann, deutscher Schauspieler und Musiker
- 14. Mai: Robert G. Tapert, US-amerikanischer Produzent
- 15. Mai: Lee Horsley, US-amerikanischer Schauspieler
- 16. Mai: Debra Winger, US-amerikanische Schauspielerin
- 17. Mai: Francesco Nuti, italienischer Schauspieler, Regisseur und Drehbuchautor († 2023)
- 17. Mai: Bill Paxton, US-amerikanischer Schauspieler († 2017)
- 20. Mai: Diego Abatantuono, italienischer Schauspieler und Drehbuchautor
- 20. Mai: Zbigniew Preisner, polnischer Komponist
- 25. Mai: Connie Sellecca, US-amerikanische Schauspielerin
- 26. Mai: Doris Dörrie, deutsche Regisseurin
- 27. Mai: Richard Schiff, US-amerikanischer Schauspieler

Juni
- 02. Juni: Dana Carvey, US-amerikanischer Schauspieler
- 06. Juni: Deborah McNulty, US-amerikanische Maskenbildnerin († 2011)
- 07. Juni: William Forsythe, US-amerikanischer Schauspieler
- 08. Juni: Griffin Dunne, US-amerikanischer Schauspieler und Regisseur
- 10. Juni: Andrew Stevens, US-amerikanischer Produzent
- 11. Juni: Marie Gruber, deutsche Schauspielerin († 2018)
- 12. Juni: Renan Demirkan, deutsche Schauspielerin
- 14. Juni: Paul O’Grady, britischer Schauspieler, Fernsehmoderator und Komiker († 2023)
- 15. Juni: Julie Hagerty, US-amerikanische Schauspielerin
- 15. Juni: Tobias Lelle, deutscher Schauspieler und Synchronsprecher
- 16. Juni: Laurie Metcalf, US-amerikanische Schauspielerin
- 21. Juni: David Marshall Grant, US-amerikanischer Schauspieler
- 21. Juni: Leigh McCloskey, US-amerikanischer Schauspieler
- 27. Juni: Isabelle Adjani, französische Schauspielerin
- 28. Juni: Alice Krige, südafrikanische Schauspielerin
- 29. Juni: Daniel Pyne, US-amerikanischer Drehbuchautor
- 30. Juni: David Alan Grier, US-amerikanischer Schauspieler

### Juli bis September
Juli

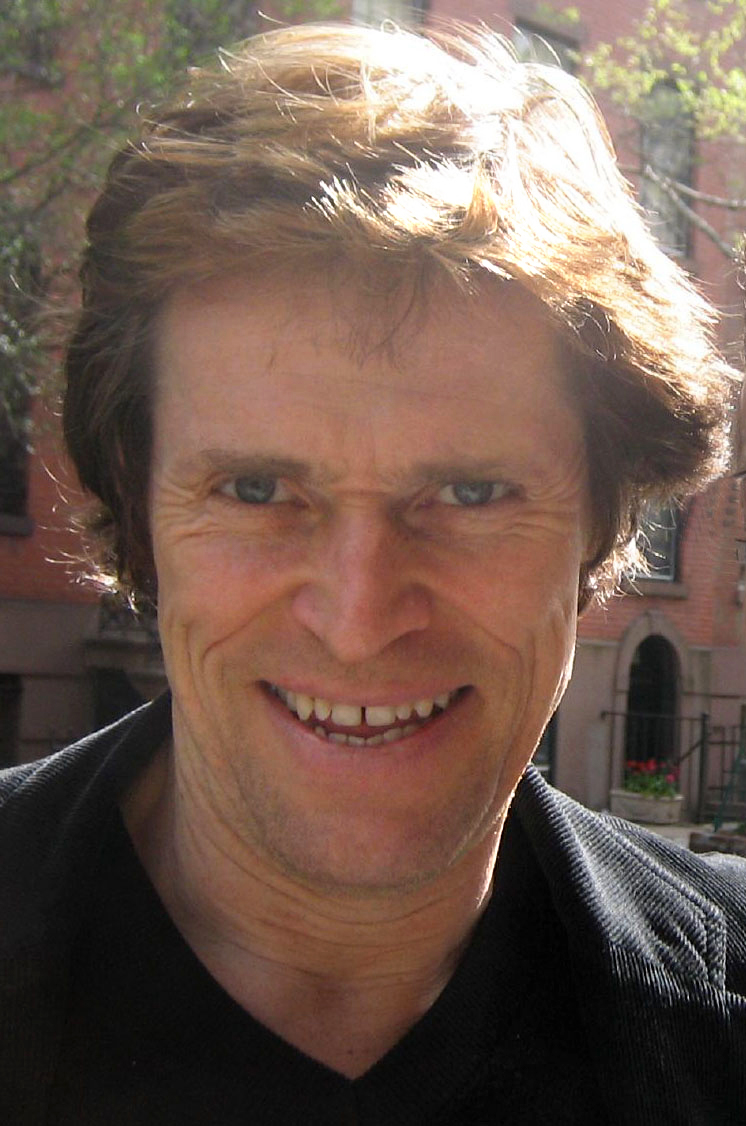
Willem Dafoe (* 22. Juli)

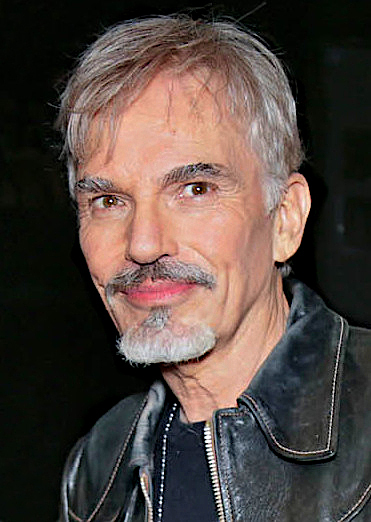
Billy Bob Thornton (* 4. August)

- 01. Juli: Vera Lippisch, deutsche Schauspielerin
- 07. Juli: Rolf Saxon, US-amerikanischer Schauspieler
- 09. Juli: Jimmy Smits, US-amerikanischer Schauspieler
- 19. Juli: Donatello Dubini, schweizerischer Regisseur und Dokumentarfilmer († 2011)
- 19. Juli: Kiyoshi Kurosawa, japanischer Regisseur
- 21. Juli: Béla Tarr, ungarischer Regisseur
- 22. Juli: Willem Dafoe, US-amerikanischer Schauspieler
- 25. Juli: Tom McCamus, kanadischer Schauspieler
- 28. Juli: Dey Young, US-amerikanische Schauspielerin
- 29. Juli: Jean-Hugues Anglade, französischer Schauspieler

August
- 04. August: Billy Bob Thornton, US-amerikanischer Schauspieler
- 07. August: Wayne Knight, US-amerikanischer Schauspieler
- 08. August: Branscombe Richmond, US-amerikanischer Schauspieler
- 10. August: Dietmar Mössmer, österreichischer Schauspieler und Hörspielsprecher († 2025)
- 13. August: Paul Greengrass, US-amerikanischer Regisseur
- 14. August: Antonello Grimaldi, italienischer Regisseur
- 16. August: Jeff Perry, US-amerikanischer Schauspieler
- 19. August: Peter Gallagher, US-amerikanischer Schauspieler
- 26. August: Hans-Uwe Bauer, deutscher Schauspieler
- 27. August: Robert Richardson, US-amerikanischer Kameramann
- 27. August: Diana Scarwid, US-amerikanische Schauspielerin
- 30. August: Uwe Fellensiek, deutscher Schauspieler und Musiker

September
- 01. September: Jaroslava Kretschmerová, tschechische Schauspielerin und Synchronsprecherin
- 02. September: Linda Purl, US-amerikanische Schauspielerin und Sängerin
- 03. September: Pierre Malet, französischer Schauspieler
- 07. September: Mira Furlan, jugoslawische Schauspielerin († 2021)
- 10. September: Giannina Facio, costa-ricanische Schauspielerin, Produzentin und Sängern
- 12. September: Peter Scolari, US-amerikanischer Schauspieler
- 17. September: Agnes Dünneisen, Schweizer Schauspielerin
- 17. September: Charles Martinet, US-amerikanischer Schauspieler und Synchronsprecher
- 20. September: David Haig, britischer Schauspieler und Schriftsteller
- 21. September: François Cluzet, französischer Schauspieler
- 21. September: Hanspeter Müller-Drossaart, schweizerischer Schauspieler
- 21. September: Mika Kaurismäki, finnischer Regisseur
- 22. September: Lilo Wanders, deutscher Schauspieler und Travestiekünstler
- 26. September: Richy Müller, deutscher Schauspieler

### Oktober bis Dezember
Oktober

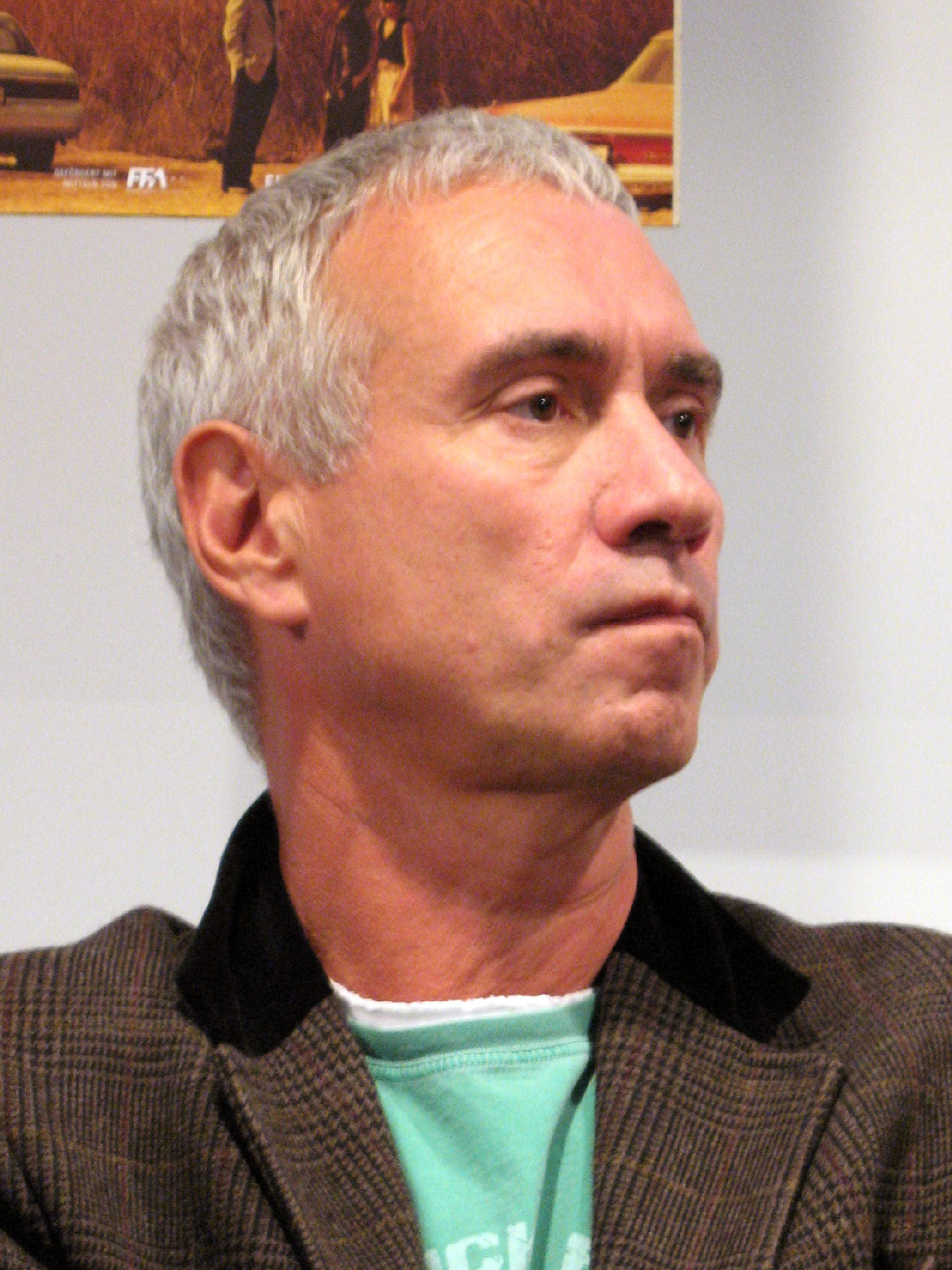
Roland Emmerich (* 10. November)

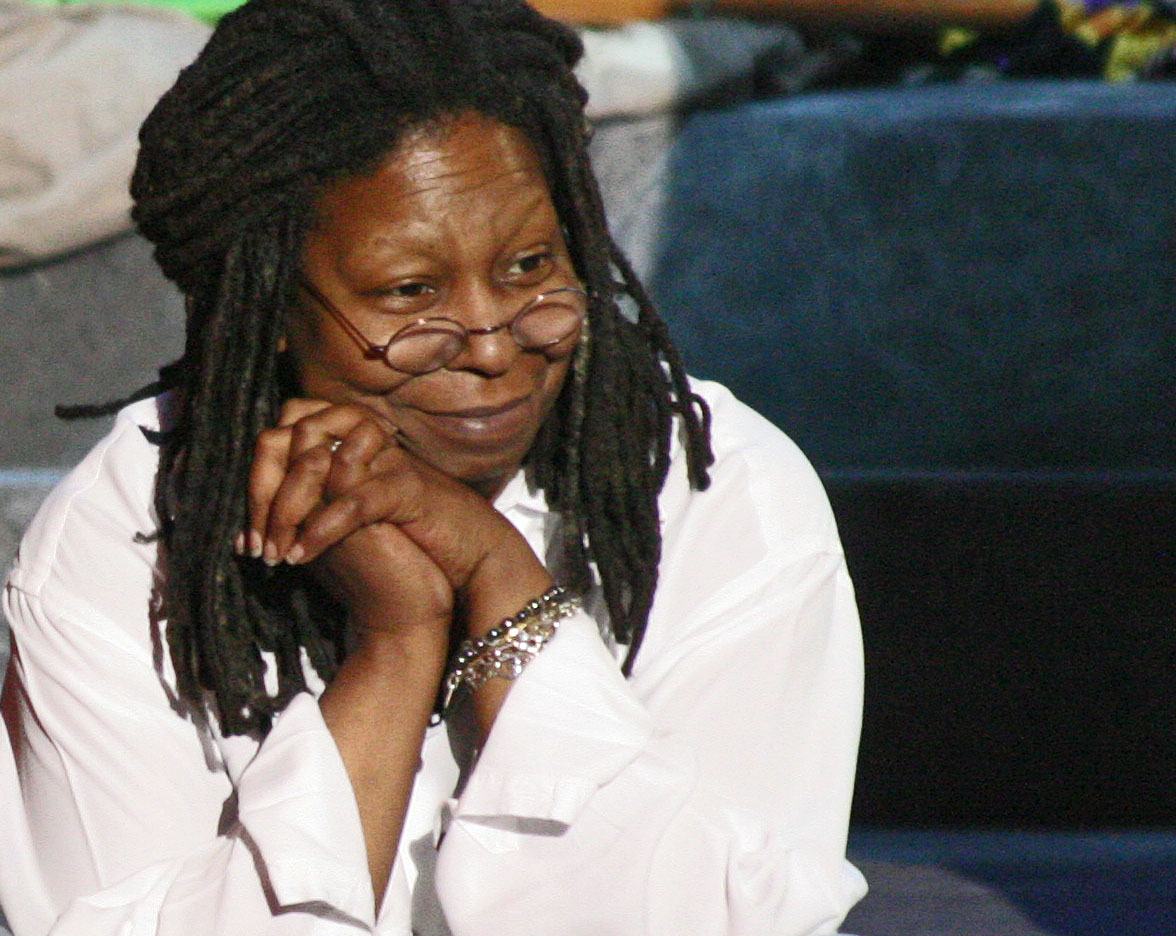
Whoopi Goldberg (* 13. November)

- 03. Oktober: Susanna Bonasewicz, deutsche Schauspielerin und Synchronsprecherin
- 05. Oktober: Michał Lorenc, polnischer Komponist
- 05. Oktober: Ángela Molina, spanische Schauspielerin
- 10. Oktober: Philippe Lioret, französischer Regisseur
- 15. Oktober: Tanya Roberts, US-amerikanische Schauspielerin († 2021)
- 17. Oktober: Sam Bottoms, US-amerikanischer Schauspieler († 2008)
- 17. Oktober: Markus Imboden, schweizerischer Regisseur
- 17. Oktober: Hans Petter Moland, norwegischer Regisseur und Drehbuchautor
- 18. Oktober: David Twohy, US-amerikanischer Drehbuchautor und Regisseur
- 21. Oktober: Catherine Hardwicke, US-amerikanische Szenenbildner und Regisseurin
- 21. Oktober: Darius Khondji, französischer Kameramann
- 22. Oktober: Bill Condon, US-amerikanischer Regisseur, Drehbuchautor und Produzent
- 23. Oktober: Graeme Revell, neuseeländischer Komponist
- 24. Oktober: Karen Austin, US-amerikanische Schauspielerin
- 24. Oktober: Marco Bechis, italienisch-argentinischer Regisseur und Drehbuchautor
- 25. Oktober: Gale Anne Hurd, US-amerikanische Produzentin
- 25. Oktober: Peter Jecklin, schweizerischer Schauspieler
- 28. Oktober: Yves Simoneau, kanadischer Regisseur

November
- 09. November: Fernando Meirelles, brasilianischer Regisseur
- 10. November: Roland Emmerich, deutscher Regisseur
- 11. November: Stephen Lee, US-amerikanischer Schauspieler
- 13. November: Armin Dallapiccola, österreichischer Schauspieler
- 13. November: Whoopi Goldberg, US-amerikanische Schauspielerin
- 15. November: Ildikó Enyedi, ungarische Regisseurin
- 18. November: Carter Burwell, US-amerikanischer Schauspieler und Musiker
- 23. November: Mariele Millowitsch, deutsche Schauspielerin
- 24. November: Rainer Grenkowitz, deutscher Schauspieler
- 29. November: Howie Mandel, kanadischer Fernsehmoderator, Schauspieler und Komiker
- 30. November: Kevin Conroy, US-amerikanischer Schauspieler und Synchronsprecher († 2022)

Dezember
- 01. Dezember: Verónica Forqué, spanische Schauspielerin († 2021)
- 03. Dezember: Steven Culp, US-amerikanischer Schauspieler
- 04. Dezember: Yōjirō Takita, japanischer Regisseur
- 04. Dezember: Ruth Wohlschlegel, deutsche Schauspielerin († 2024)
- 08. Dezember: Martin Semmelrogge, deutscher Schauspieler
- 16. Dezember: Xander Berkeley, US-amerikanischer Schauspieler
- 21. Dezember: Jane Kaczmarek, US-amerikanische Schauspielerin
- 24. Dezember: Grand L. Bush, US-amerikanischer Schauspieler
- 24. Dezember: Clarence Gilyard junior, US-amerikanischer Schauspieler († 2022)

### Tag unbekannt
- Gianluca Fumagalli, italienischer Regisseur und Drehbuchautor
- Richard Grove, US-amerikanischer Schauspieler und Synchronsprecher
- Guillermo Navarro, mexikanischer Kameramann
- Georg Weber, deutscher Drehbuchautor, Schauspieler und Regisseur

## Verstorbene

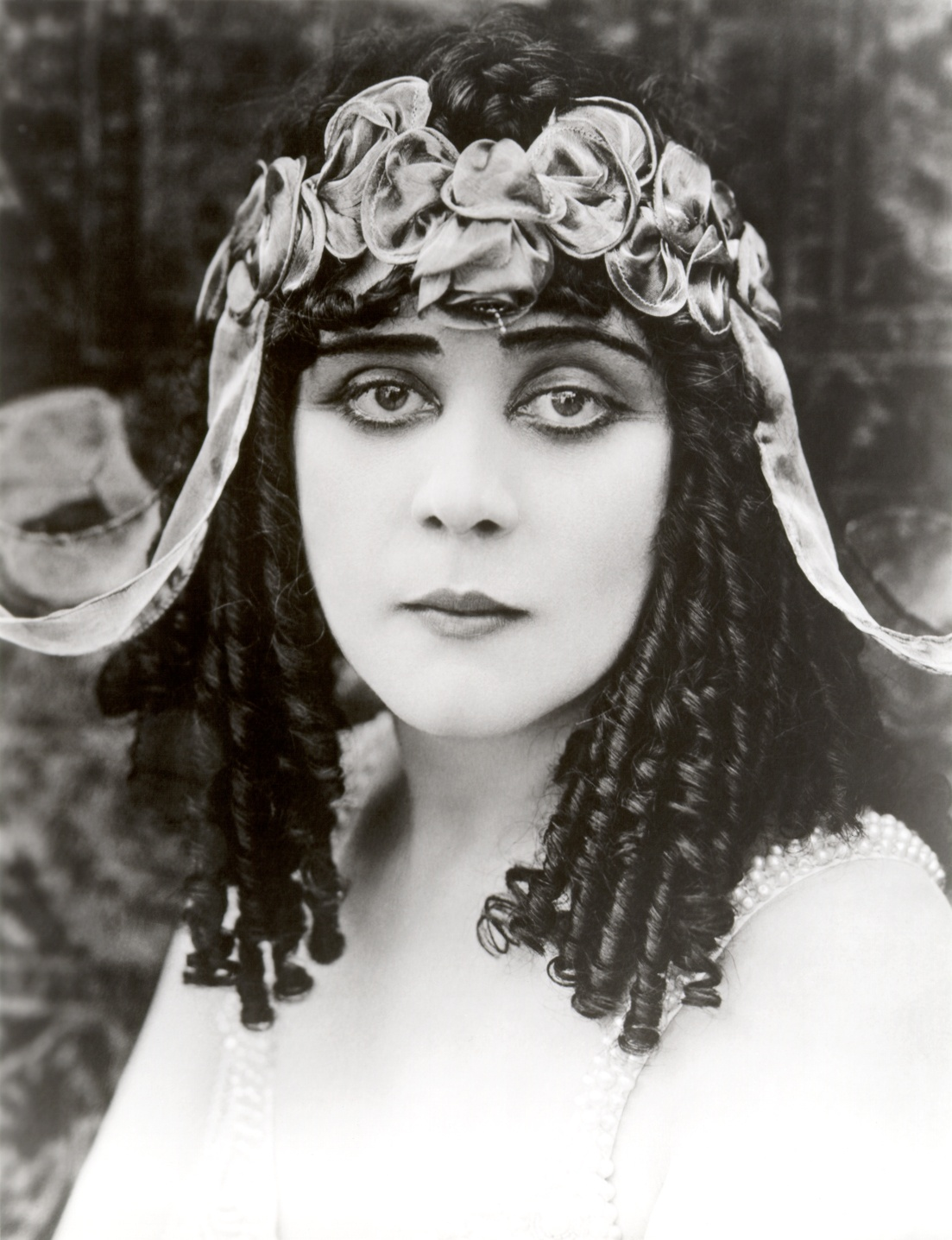
Theda Bara († 7. April)

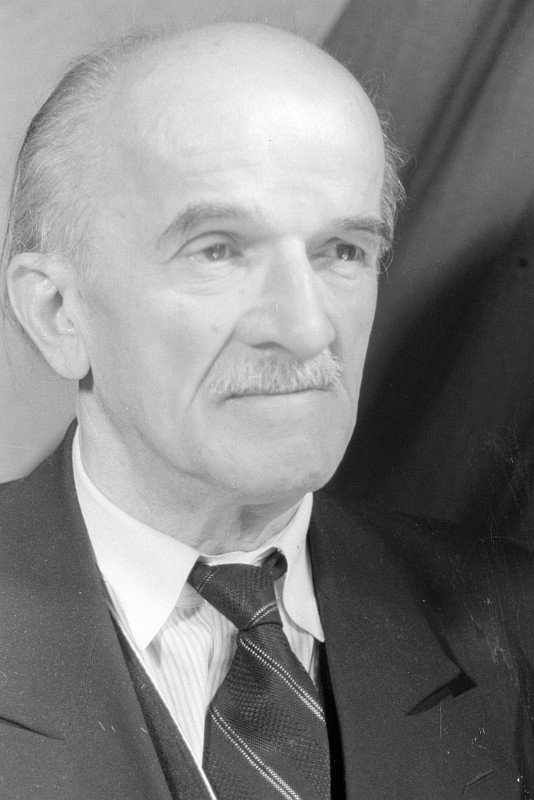
Ernst Legal († 29. Juni)

### Januar bis Juni
- 04. Januar: Clyde Bruckman, US-amerikanischer Drehbuchautor (* 1894)
- 05. Januar: Gertrud Eysoldt, deutsche Schauspielerin (* 1870)

- 11. Februar: Ona Munson, US-amerikanische Schauspielerin (* 1903)
- 12. Februar: Szöke Szakall, ungarisch-amerikanischer Schauspieler (* 1884)

- 07. April: Theda Bara, US-amerikanische Stummfilmschauspielerin (* 1885)
- 13. April: Sybille Schmitz, deutsche Schauspielerin (* 1909)
- 25. April: Constance Collier, britische Schauspielerin (* 1878)
- 26. April: Hannes Schneider, österreichischer Skipionier und Schauspieler (* 1890)

- 16. Mai: James Agee, US-amerikanischer Drehbuchautor und Filmkritiker (* 1909)
- 29. Mai: Rudolf Klein-Rogge, deutscher Schauspieler (* 1885)

- 29. Juni: Ernst Legal, deutscher Schauspieler (* 1881)

### Juli bis Dezember
- 02. Juli: Fritz Freisler, österreichischer Schauspieler und Regisseur (* 1881)
- 18. Juli: Hans Theyer, österreichischer Kameramann (* 1884)

- 05. August: Carmen Miranda, portugiesische Schauspielerin (* 1909)
- 12. August: Alfred Gerasch, deutscher Schauspieler (* 1877)

- 17. September: Leopold von Ledebur, deutscher Schauspieler (* 1876)
- 20. September: Robert Riskin, US-amerikanischer Drehbuchautor (* 1897)
- 20. September: Noel Mason Smith, US-amerikanischer Regisseur und Drehbuchautor (* 1895)
- 29. September: Ilse Lind, österreichische Schauspielerin (* 1874)
- 30. September: James Dean, US-amerikanischer Schauspieler (* 1931)
- 30. September: Michael Tschechow, russisch-amerikanischer Schauspieler (* 1891)

- 09. Oktober: Alice Joyce, US-amerikanische Schauspielerin (* 1890)
- 19. Oktober: John Hodiak, US-amerikanischer Schauspieler (* 1914)

- 07. November: Tom Powers, US-amerikanischer Schauspieler (* 1890)
- 14. November: Robert E. Sherwood, US-amerikanischer Drehbuchautor (* 1896)
- 15. November: Lloyd Bacon, US-amerikanischer Schauspieler und Regisseur (* 1889)
- 27. November: William Nigh, US-amerikanischer Regisseur, Drehbuchautor und Schauspieler (* 1881)

- 26. Dezember: Hans Mierendorff, deutscher Schauspieler (* 1882)